# (273412) Eduardomissoni
(273412) Eduardomissoni est un astéroïde de la ceinture principale.

## Description
(273412) Eduardomissoni est un astéroïde de la ceinture principale. Il fut découvert le 18 novembre 2006 à Vallemare Borbona par Vincenzo Silvano Casulli. Il présente une orbite caractérisée par un demi-grand axe de 2,27 UA, une excentricité de 0,14 et une inclinaison de 6,6° par rapport à l'écliptique.
Il est nommé d'après le médecin italien Eduardo Missoni.